# Муса од Партије
Муса, такође позната и као Теа Муса, била је краљица Партског царства од 2. године пре нове ере до 2. године нове ере. Првобитно краљица Партског монарха Фраатa IV (владао 37—2. п. н. е.), убила је Фратa и владала царством са својим сином, Фраатом V. Она је прва од само три жене која су владала у историји Ирана, а остале су две сасанидске сестре из 7. века Боран (владала 630–630, 631–632) и Азармидохт (владала 630–631).

## Биографија
Муса је била римска конкубина коју је римски цар Август (владао 37. п. н. е. — 14. н. е.) дао Партском владару Фраату IV (владао 37—2. п. н. е.), после споразума са римским царем Августом 20. године пре нове ере, у којем су Парћани признали римску врховну власт над Јерменијом, док су Римљани заузврат признали Еуфрат као границу. Муса је брзо постала краљица и миљеница Фраата IV, родивши му Фраата (будћег Фраата V). Верује се да је под њеним утицајем Фраат IV послао своја четири прворођена сина у Рим како би спречили сукоб његових наследника. Међутим, 2. п. н. е. Муса је отровала Фраата IV и поставила на власт свог сина Фраата V (који је био нелегитимни син) да заједно управљају царством.
Међутим, након краћег периода владавине, обоје су свргнути и погубљени од стране племства, које је две године касније на престо поставило извесног Орода III.